# Рязанский государственный историко-архитектурный музей-заповедник
Ряза́нский госуда́рственный исто́рико-архитекту́рный музе́й-запове́дник «Ряза́нский Кре́мль» (сокр. РИАМЗ) — федеральный государственный историко-архитектурный и музейно-заповедный комплекс, расположенный на территории древнего центра города Рязани. Один из старейших музеев России, основан в 1884 году как музей Рязанской губернской учёной архивной комиссии, учреждённой по указу Александра III. В музей входит территория Рязанского кремля площадью в 24 гектара, долины рек Трубежа и Лыбеди, заповедный луг, музейные и выставочные здания в Рязани, а также историко-археологическое городище Старая Рязань и поле Вожжской битвы.
Архитектурно-заповедная часть включает в себя здания, признанные особо ценными объектами культуры народов России XV—XIX веков, оборонительные сооружения XI—XIII веков, уникальный нетронутый археологической слой русских городов домонгольского периода. Коллекции музея содержат драгоценные клады, найденные в Переяславле и Старой Рязани, предметы быта, труда и искусства, народного творчества, в том числе уникальные редкие образцы рязанской школы искусства, почти полностью утраченные после монгольского нашествия. В библиотечном и архивном фонде хранятся исторические документы, фотографии и материалы по истории рязанской земли.
Штаб квартира музея расположена на Соборной улице в Рязани. В ней находятся основные исторические композиции, фондохранилище и научное управление. Кроме него, в Рязани открыты музейный центр им. Солженицына на улице Ленина и Центр науки, традиций и искусства на площади Новаторов.
Ежегодно под патронажем музея проводятся археологические экспедиции, научные чтения и культурно-зрелищные фестивали на территории Рязанского кремля и Старой Рязани.

## История

### Основание музея
Интерес к изучению прошлого Рязани возник у горожан ещё в средние века. В те времена, хранителями и распространителями знаний были церковные и монастырские писари. Один из них, сделал в XIV веке на страницах книги Следованой псалтыри особую надпись, позволяющую идентифицировать дату основания Рязани:
В лета 6603 (1095) заложен бысть град Переяславль Рязаньской около церкви святого Николы Старого
Надпись попытались сохранить уже в XVII веке, переписав на отдельном листе. Эти два документа являются старейшими источниками, посвящёнными истории города.
В конце XVIII века, под руководством И. С. Алякринского были собраны все доступные на тот момент сведения об истории Рязани, которые затем издали отдельной книгой под названием «Рязанские достопамятности». В 1884 году указом Александра III одной из первых в Российской империи создаётся Рязанская губернская учёная архивная комиссия, задачами которая были изыскания, сбор, постановка на учёт, исследование и сохранение памятников и предметов старины. На первом заседаний комиссии, 15 июня 1884 года было решено создать в городе исторический музей. Одним из первых экспонатов стала икона святых мучеников Флора и Лавра XVIII века, подаренная собранию полковником А. А. Мариным.
В 1890 году музей, располагавшийся тогда в здании губернских присутственных мест распахнул свои двери для посетителей. Его коллекции насчитывали к тому моменту 10 727 предметов.

### От Революции до Великой Отечественной войны
Сразу после Октябрьской революции, в 1918 году городской Совет принял решение об объединении коллекций нескольких городских и частных музеев в единый Губернский историко-художественный музей. Тогда же, в Рязанской губернии — первой в РСФСР создаётся отдел охраны памятников, искусства и библиотек. Уже в 1923 году музей переезжает в Рязанский кремль. Через год в его помещениях проходит съезд музейных работников Центрально-Промышленной области. В 1929—1937 годах музей называется Средне-Окским. В 1937 году коллекции разделяют в два самостоятельных учреждения: областной краеведческий и художественный музеи. Оба продолжают оставаться в помещениях кремля.
В период 1920-x — 1940-х годов в кремлёвском историческом музее работают множество видных сотрудников, благодаря которым были открыты, исследованы и описаны исторические документы и сведения о городе. Много сделали в этом плане местные исследователи — С. Д. Яхонтов, Д. Д. Солодовников, А. А. Мансуров, А. В. Селиванов и другие. Археологи и историки: А. Л. Монгайт, Г. К. Вагнер, А. Г. Кузьмин, искусствовед М. А. Ильин, архитектор П. А. Тельтевский внесли большой вклад в дело популяризации и классификации письменных и вещественных документов и сокровищ рязанской истории и искусства.
К 1941 году сотрудниками был подготовлен план реставрации и музеефикации комплекса Рязанского кремля, Старой Рязани и Солотчинского монастыря. Его реализации помешала начавшаяся Великая Отечественная война.

### Вторая половина XX века
В 1950х годах начинается масштабная реконструкция кремлёвской территории, запланированная ещё 10 лет назад. Параллельно с ней идёт разработка новых экспозиций. В 1966 году на базе музея был создан филиал имени С. А. Есенина в селе Константиново, который в 1970 станет самостоятельным заповедником. По результатам реставрационных работ и музеефикации территории кремля, краеведческий музей в 1968 году был преобразован в государственный историко-архитектурный музей-заповедник «Рязанский кремль».
В 1983 и 1985 году были восстановлены шатровые крыльца Певческого и Консисторского корпусов, а в самих зданиях открылись музейные экспозиции — этнографическая и природная. В 1986 году в гостиница Черни открывает свои двери для посетителей музея истории Советской власти.
В преддверии празднования 900-летнего юбилея Рязани, в 1992 году в кремле был создан научно-методический центр по комплексному изучению и сохранению исторической территории музея-заповедника.

## Заповедники

### Рязанский кремль

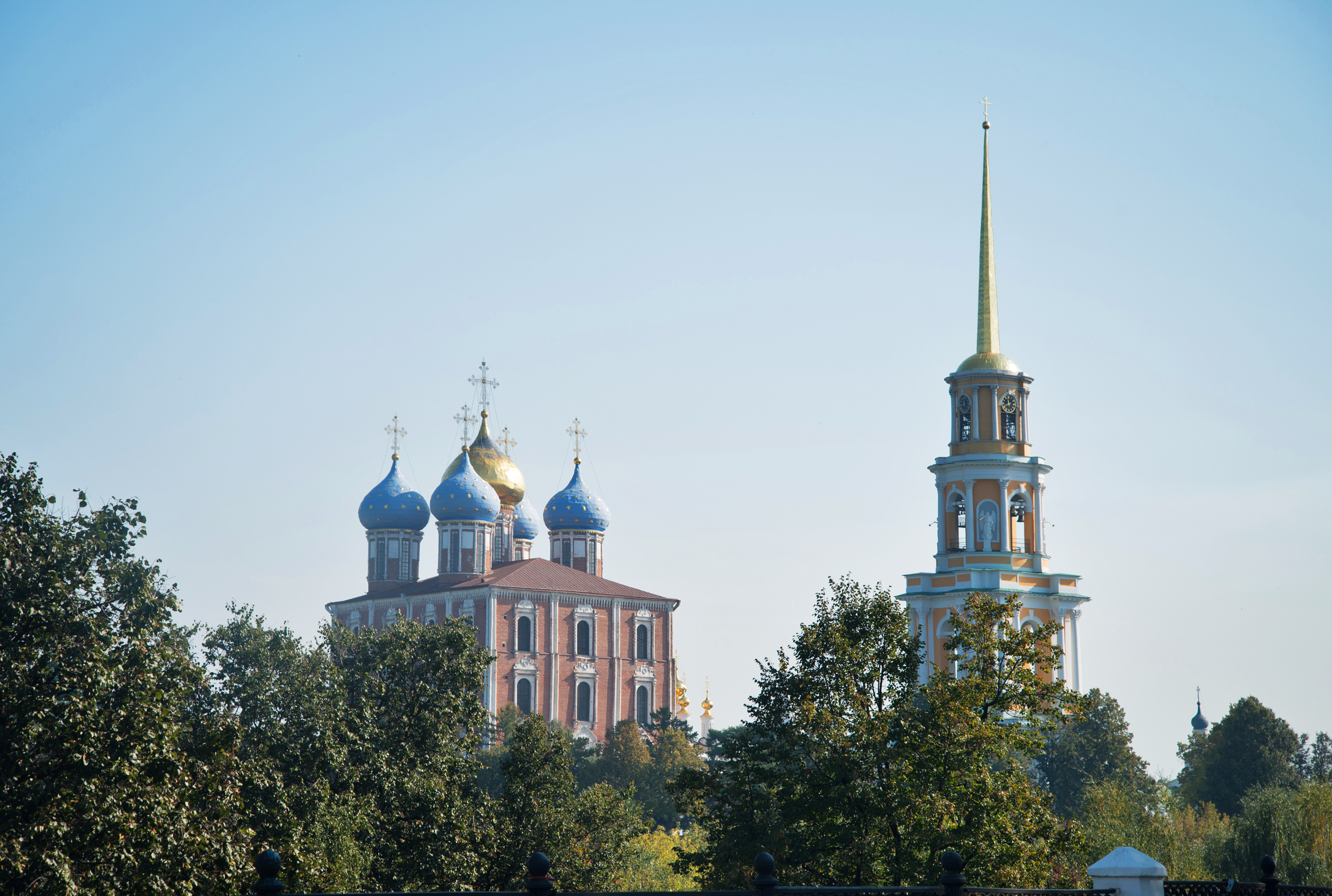
Рязанский кремль

Рязанский кремль — центральное ядро в составе музея-заповедника, объявленное в 1968 году особо охраняемой территорией. Кремль расположен на высоком холме, при слиянии рек Трубежа и Лыбеди и является древним историческим центром Рязани. На его территории сохранились памятники архитектуры, относящиеся к списку особо ценных объектов. Среди них единственный сохранившийся до наших дней комплекс хозяйственных построек XV—XVII веков, ансамбль архиерейского двора, оборонительные валы и рвы, старейшие каменные здания рязаньщины — Успенский и Архангельский соборы. Здесь также расположены современный Успенский собор — образец уникальной каменной резьбы, и одно из самых высоких зданий имперской России — Соборная колокольня. Здесь расположились несколько исторических экспозиций музея, смотровая площадка на колокольне, древлехранилище, сувенирные магазины и кафетерии, зоны археологических раскопок.

### Старая Рязань

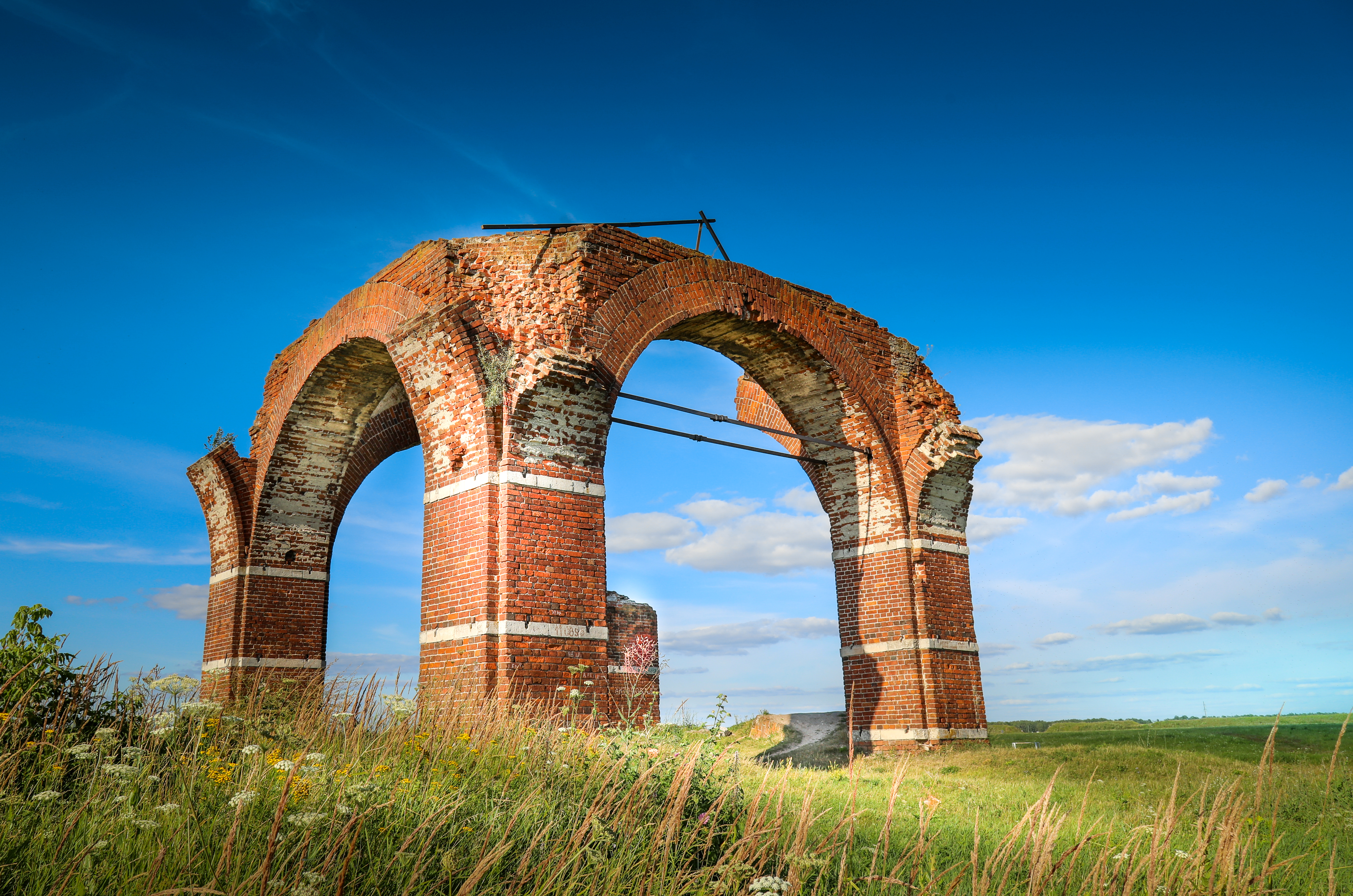
Старая Рязань

Первая столица Великого Рязанского княжества, один из крупнейших древнерусских городов в XII—XIII веках, разрушенный монгольскими войсками зимой 1237 года. Историко-археологическое городище находится в 60 километрах ниже по течению Оки от современного города. Здесь сохранились остатки городских у креплений и фундаменты белокаменных соборов. Первый город Древней Руси, которые начали изучать археологи. Исследование началось с клада, найденного в 1822 году при проведении ремонта дороги. Два крестьянина нашли здесь украшения и драгоценности, весом более 2,8 килограммов. Находку преподнесли императору Александру I, что послужило началом исследования города. Ежегодно, на его территории проводятся археологические миссии и научные лагеря. Масштабы найденных здесь находок позводяют специалистам называть Старую Рязань «русской Троей». Клады, найденные на её территории хранятся в коллекциях рязанского и государственного исторических музеев.
Территория остатков городских укреплений — 57 гектар. Заповедный комплекс включает в себя три города — княжескую крепость, средний и большой город, а также городской порт и посады. На территории городища находятся руины четырёх каменных храмов. Рядом расположено одноимённое село, а на другой стороне реки — город Спасск-Рязанский, в который ведёт понтонный мост.

### Поле Вожской битвы
Место близ села Глебово-Городище современного Рыбновского района, на территории которого в 1378 году произошло сражение между русской ратью и ордынскими войсками мурзы Бегича, в котором впервые с начала ига русским войскам удалось одержать победу. Неподалёку, на западной окраине села расположено древнее рязанское городище, которое по предположениям археологов является летописным городом Борисов-Глебов. Сегодня на месте битвы расположен памятник. Ежегодно музей-заповедник проводит здесь военно-исторический фестиваль «Битва на Воже».

## Музеи и экспозиции

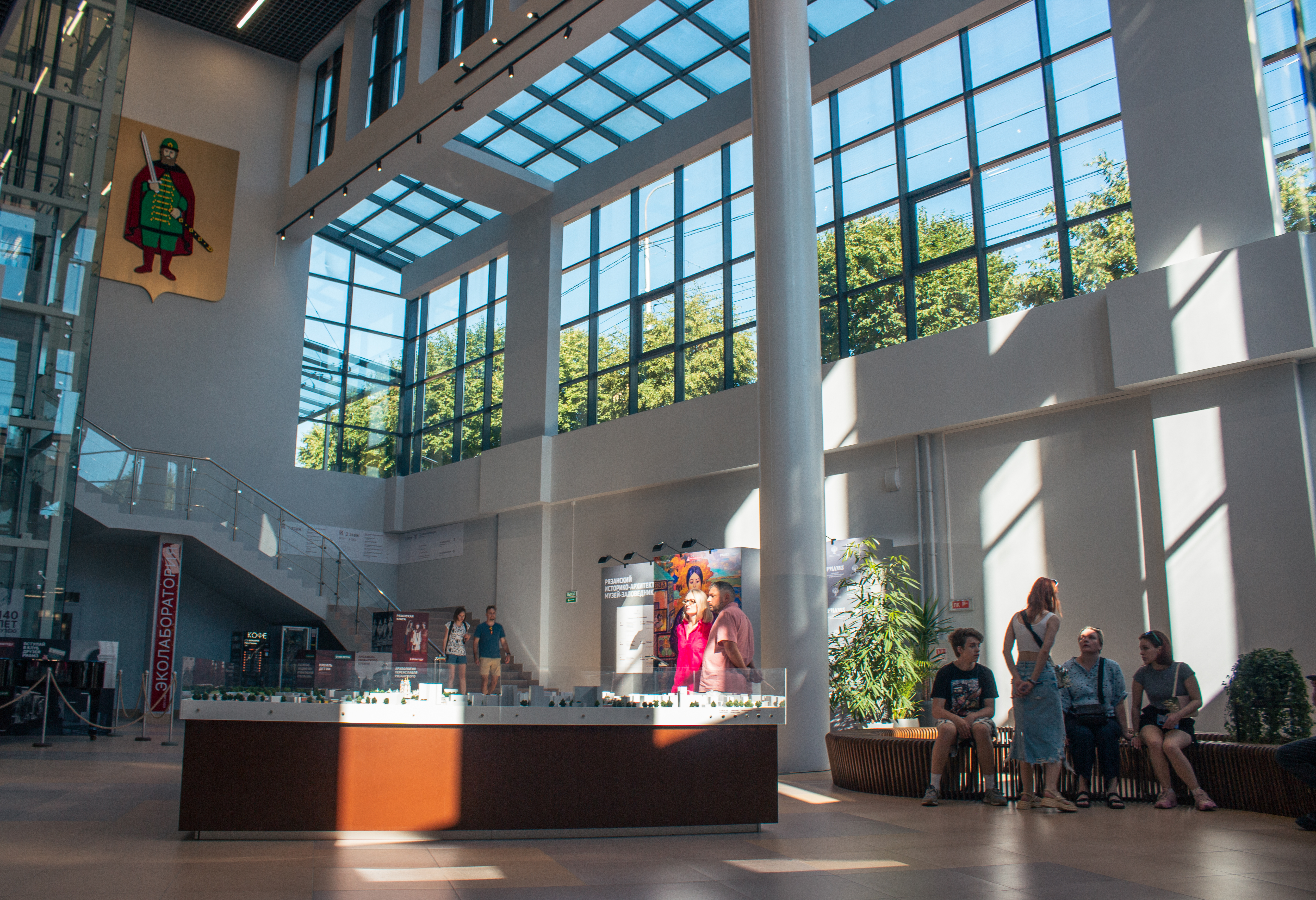
В атриуме музейного центра

Экспозиции музея расположены в пяти комплексах на территории города и охватывают периоды от древнейших времён человека до современности. Ежегодно на базе экспонатов из фонда музея проводится около 30—40 выставочных проектов на всей территории России. Выставки посещают ежегодно более 500 тысяч человек. Экспозиции также можно посетить с помощью виртуального тура, доступ к которому открыт на официальном сайте музея.

### Музейный центр на Соборной
Штаб-квартира музея-заповедника открыта на Соборной улице в 2023 году. Центр является сложным музейным комплексом, на его территории располагаются выставочные залы, подземные фондохранилища, научный и конференц-центр, рабочие кабинеты, атриум и визит-центр для посетителей.
В настоящее время здесь открыто 4 постоянных экспозиции. Экспозиция «До нашей эры» посвящена истории рождения Земли и появлению на ней человека, раздел «Вне земли» рассказывает об освоении человеком космоса, «Среда обитания» посвящён формированию природных комплексов Рязанской области с доисторических времен до сегодняшнего дня. О ранних этапах развития территорий Поочья и возникновения здесь первых племён расскажет раздел «За тысячи лет до нас».

Кроме основных, здесь расположено 3 дополнительных выставочных зала с постоянно меняющимся наполнением, детский центр, экологическая лаборатория и литературная гостиная. В космическом зале расположен планетарий, а в визит-центре при входе находится сувенирный магазин. Здание доступно для посетителей с ограниченными возможностями передвижения.

### Центр им. А. И. Солженицына

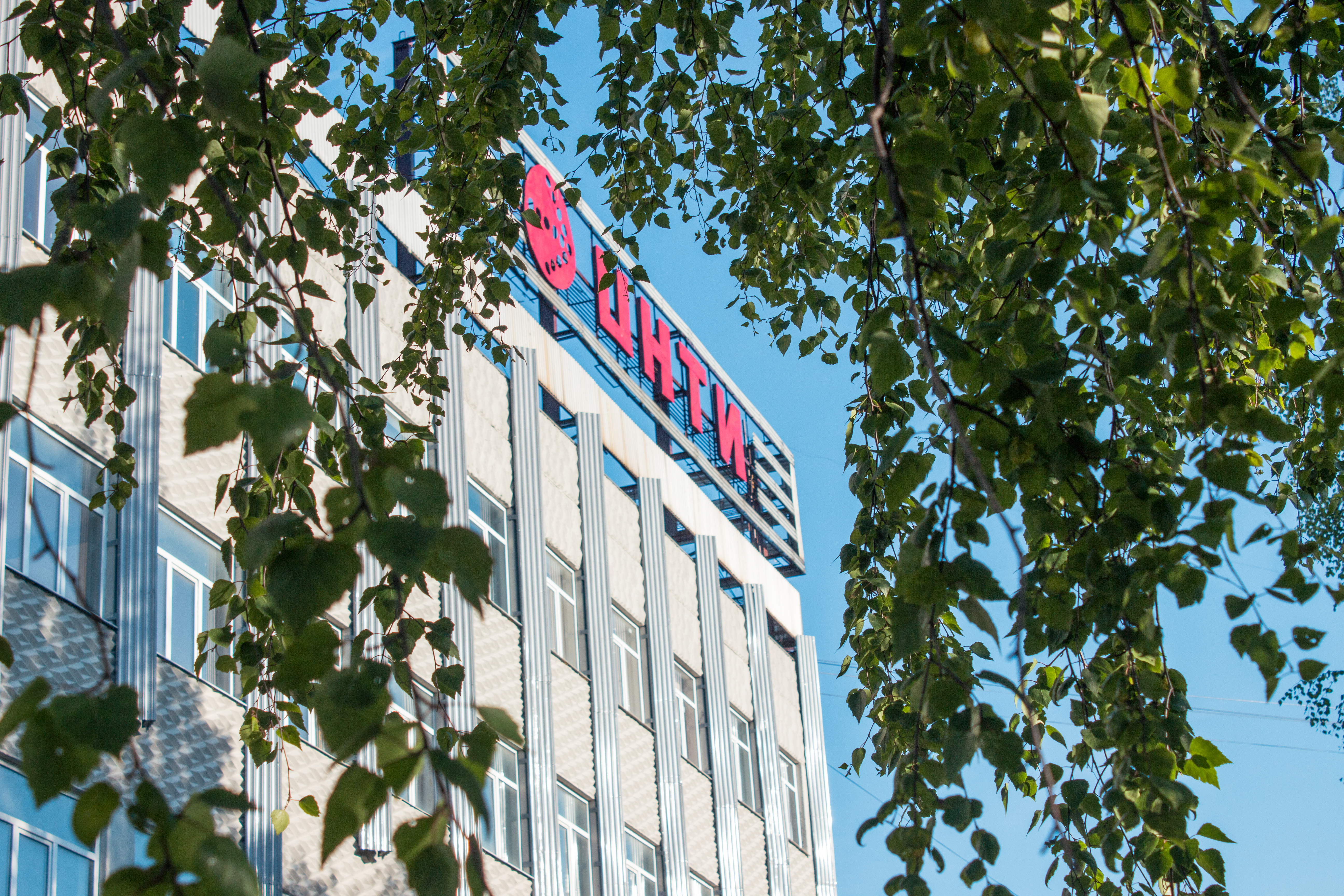
Центр науки, традиций и искусств

Экспозиции музейного центра расположены в историческом здании на улице Ленина, выстроенном в начале XIX века в классическом стиле. Здесь в 1858—1861 жил и работал в должности вице-губернатора писатель М. Е. Салтыков-Щедрин. В 2019 году здесь был открыт центр, посвящённый жизни и творчеству писателя А. И Солженицына, жившего и работающего в Рязани в 1960-х годах. Коллекции включают в себя четыре отдела: история дома Салтыкова-Щедрина и его обитателей, «Красное колесо» — история Рязани и людей рязанской области в произведениях Солженицына; «Кабинеты писателей» — литературная история Рязани XIX-XX века; реконструкция кабинета писателя; «Очерки литературной жизни: 1950—1970-е» — контекст литературной жизни в советское время, тайная творческая работа Солженицына. В центре также располагается большой актовый зал, где проходят выставки, конференции и образовательные проекты.

### Центр науки, традиций и искусства
Новый отдел музея, открытый весной 2024 года. Здесь, на площади более 7000 м² размещаются исследовательские археологические лаборатории, реставрационные мастерские, помещения для занятий, а также новые обширные выставочные пространства. Один из отделов Центра занимается проектами по музеефикации существующих археологических памятников. Помимо археологической деятельности, в центре также работает культурное объединение, занимающегося изучением, коллекционированием и экспонированием произведений искусства последних семи десятилетий.

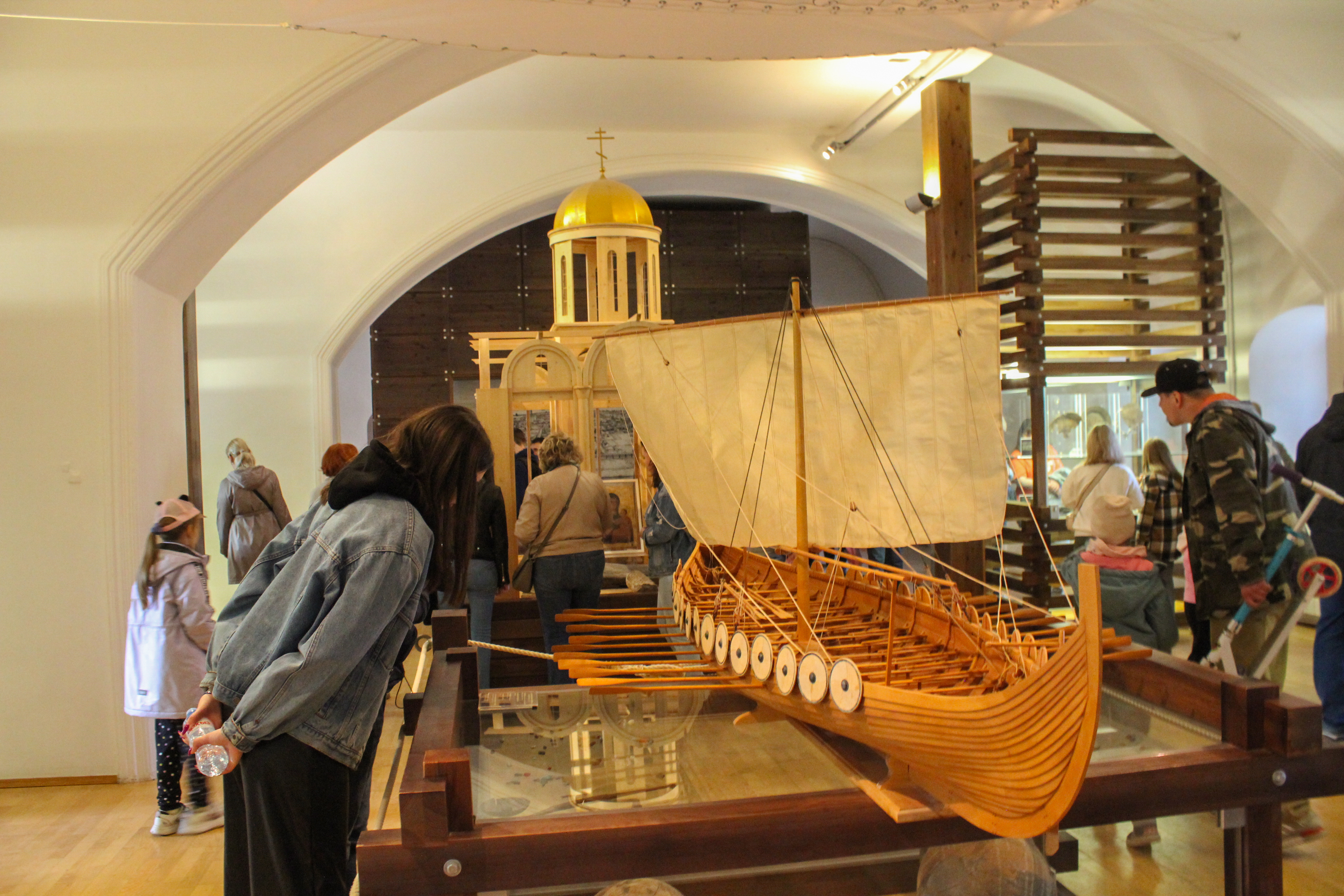
Во Дворце Олега
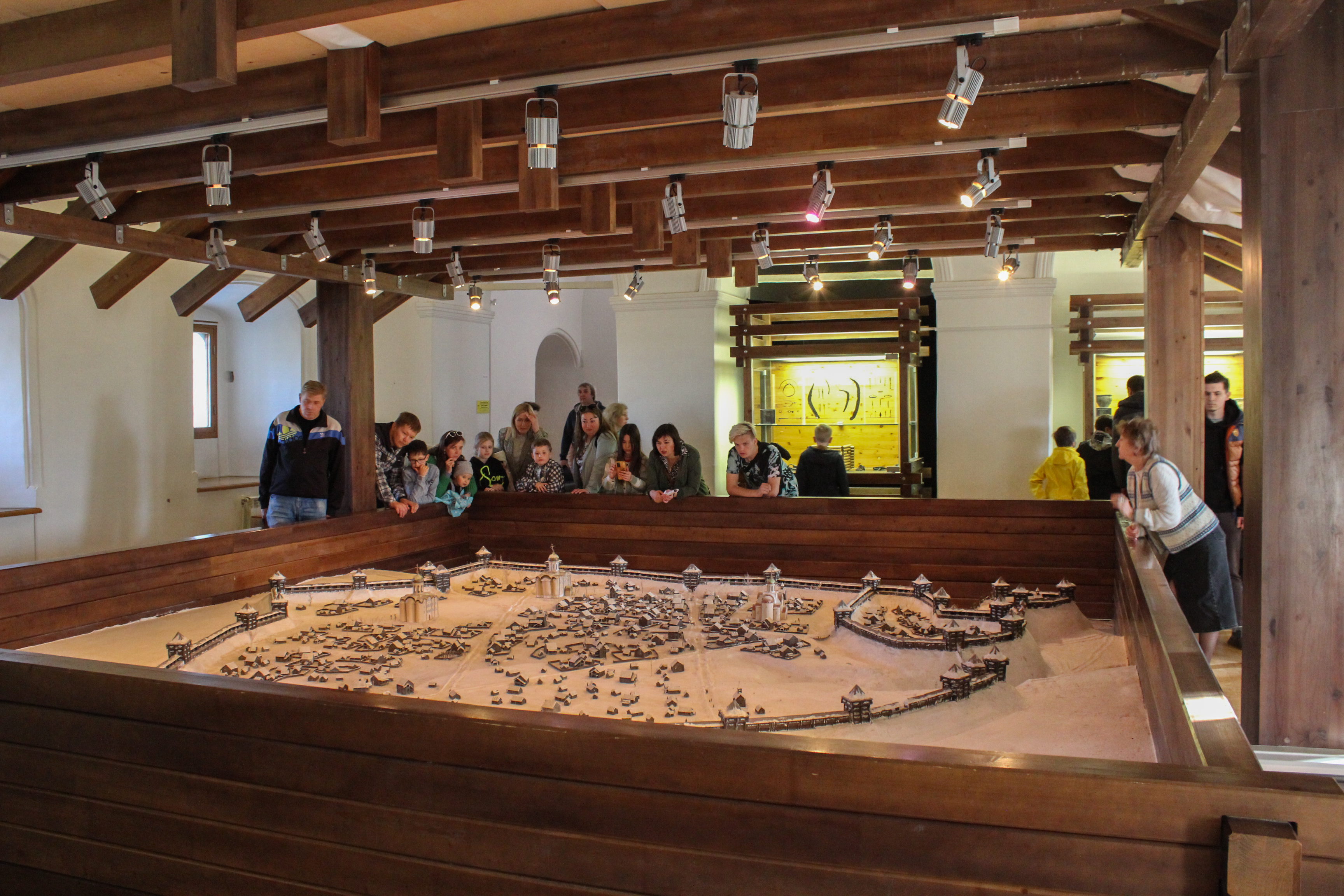
Интерактивный макет Старой Рязани

## Коллекции

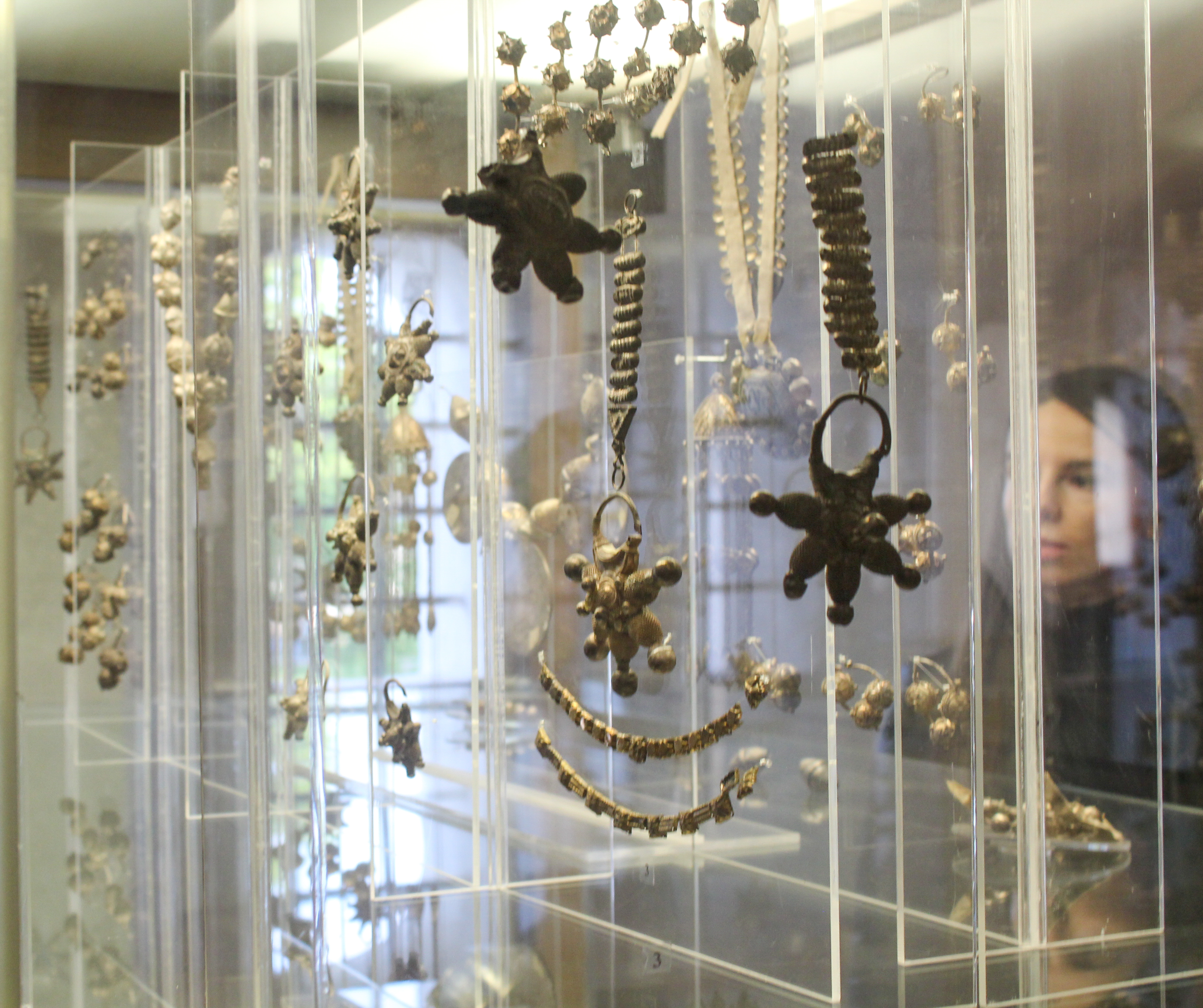
Один из драгоценных кладов Старой Рязани

Начало коллекциям музея послужили фонды Рязанской ученой архивной комиссии 1884—1918 годов, музея Земства, основанного в 1910 году, Рязанского художественного музея, Рязанского Епархиального Древлехранилища 1912—1918 годов, а также дореволюционные частные собрания рязанских коллекционеров.
Музей располагает обширными фондами по археологии, культуре, искусству, этнографии рязанского края с момента основания и до наших дней, сегодня общее число экспонатов насчитывает более 250 тысяч единиц. Среди них можно найти:
- Уникальные предметы домонгольского слоя, позволяющие представить жизнь Древней Руси до завоеваний. Этот фонд постоянно пополняется ежегодными археологическими миссиями, работающими на территории двух столиц Рязанского княжества.
- Коллекцию брони и оружия от средних веков до Афганской войны. В её числе предметы, расплавившиеся во время битвы за Рязань, кольчуга и меч Олега Рязанского, орудия с Вожской и Куликовской битвы, сабля «белого генерала» Михаила Скобелева.
- Шедевры средневекового ювелирного искусства, представляющие богатство рязанской столицы, многочисленные клады из Переяславля и Старой Рязани, украшения князей и горожан.
- Средневековые деньги различных государств, в том числе собственные монеты Рязанского княжества, бумажные деньги, памятные и наградные медали, ордена, должностные знаки, жетоны и значки.
- Книжный фонд представлен берестяными грамотами, и приспособления для письма, средневековыми документами и государственными договорами, фрагментами надписей на камнях и утвари, церковными книгами. В числе последних знаменитая Следованая псалтырь, на страницах которой была найдена дата основания Рязани. В книжных фондах также находится жалованная грамота Екатерины II, подтвердившая статус города и его переименование, первые генеральные планы рязанских городов XVIII века. В рукописном собрании хранится около 570 рукописей XV—XIX вв. Древнейшим памятником данного собрания является Евангелие-тетр 1460 года, происходящее из великокняжеской рукописной мастерской.
- Предметы искусства: иконы, картины XVI—XX веков, фотохроника, начиная с середины XIX века, запечатлевшая архитектуру имперской Рязани и этнографию области.

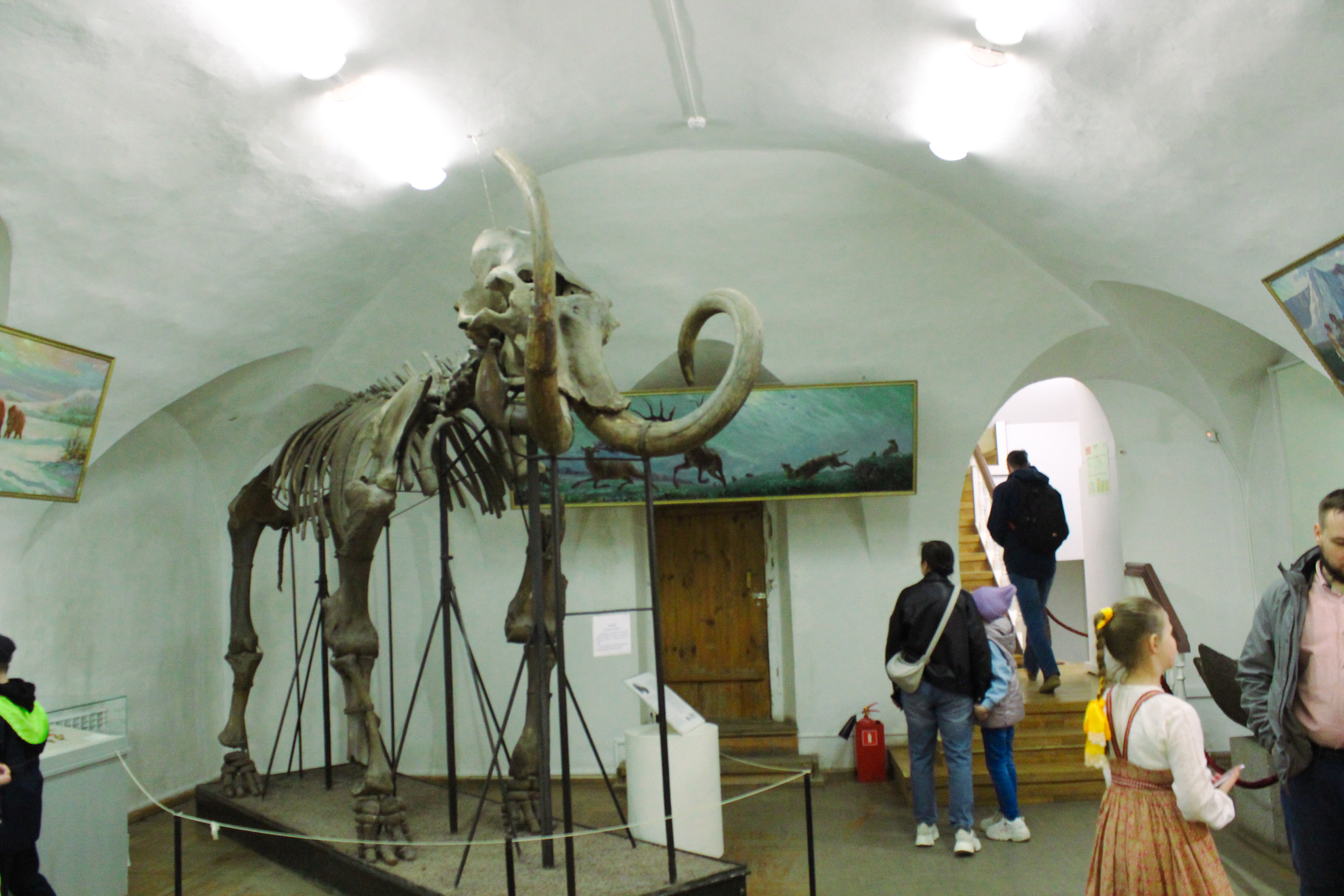
Скелет мамонта — часть научно-естественной коллекции

- Макеты Старой Рязани, Переяславля-Рязанского и имперской Рязани, диорама «Оборона Рязани».
- Бытовые предметы, в числе которых сохранился замок, на который закрывался средневековый город, утварь, мебель, посуда
- Этнографические предметы: одежда и обувь, обширная коллекция тканей, в том числе несколько уникальных экспонатов: воздух «Евхаристия» 1485 года и плащаница «Снятие с креста» 1680 года.
- Городские указатели и уличная мебель XVIII—XIX веков
- Естественно-научная коллекция представлена энтомологическим фондом, в котором собраны бабочки и жуки, обитающие на территории края. Териологическая и орнитологическая коллекции объединяют чучела птиц и животных, ботаническая коллекция содержит гербарный материал растений лугов и водоемов области. Отдельный интерес представляет палеонтологическая коллекция: кости мамонта, носорога, гигантского оленя, тура.
- Научный архив музея, в числе которого сохранились видные работы историка А. Г. Кузьмина, этнографа Н. И. Лебедевой, искусствоведа Г. К. Вагнера, орнитолога Э. А. Бекштрема и других.

## Деятельность
Музей-заповедник является главным научным учреждением Рязанской области по исследованию и сохранению истории, археологии, культуры и этнографии рязанского края. С 1968 года является федеральным учреждением культуры. Здесь работает 168 сотрудников, из них 29 имеют степень, работники музея активно занимаются научной деятельностью, публикуются в реферируемых журналах. Музей также является крупнейшим научно-методическим центром, в котором идёт исследовательская, научная и просветительская работа. На базе отделов музея ежегодно проходят лекции, семинары и стажировки для сотрудников музейно-культурной отрасли. Музеем также учреждены премии в исследовательской, археологической и реставрационной деятельности.

### Археология
Ежегодно музей-заповедник проводит три постоянные археологические миссии: на территории Рязанского, Старорязанского кремлей, а также на поле Вожской битвы. Кроме них, специалисты постоянно выезжают на многочисленные разведки, географией которых распространяется на всю Рязанскую область. Полученные в результате работы находки обрабатываются в археологическом центре заповедника, которому в 2023 году было передано большое здание ЦНТИ на площади Новаторов. Для подготовки кадров в Рязанском государственном университете открыта кафедра археологии.

### Наука
Рязанский кремль проводит постоянную научно работу по исследованию исторического, этнографического и культурного наследия рязанской земли. Ежегодно на базе музея проводятся научно-практические конференции, посвящённые истории края и музейно-архивном делу. Среди них научно-практические конференции «Яхонтовские чтения» и чтения памяти историков Д. И. Иловайского и М. К. Любавского. Сотрудники музея преподают в университетах и являются постоянными участниками всех значимых научных событий Рязанской области. По итогам своей деятельности музей публикует материалы в научных журналах и собственных сборниках, выпускаемых в издательстве заповедника.

### Археологический клуб
Археологический клуб имени В. А. Городцова открыт музеем для всех, увлекающихся историей и археологией. Еженедельно, на его занятиях проводятся лекции и исследования, которые проходят с ноября по май. В летний период члены клуба могут принять участие в работе археологической миссий музея. Клуб открыт для всех желающих, старше 12 лет.

## Публикации
В музее работает собственное издательство и типография, ежегодно выпускающее научную, научно популярную и туристическую литературу и сувенирную продукцию. Среди научных публикаций: Материалы международных Яхонтовских чтений, Труды Рязанского историко-архитектурного музея-заповедника, научные материалы по археологии Переяславля-Рязанского, Старой Рязани и рязанского края, археологические сборники им. В. А. Городцова, каталоги, атлас Рязанского наместничества, путеводители, альбомы, открытки и сувениры. Издательство также печатает газету «Рязанский кремль».

## Мероприятия
Мероприятия, которые проводятся музеем ежегодно:
- 18 мая — день открытых дверей
- Конец мая — международная акция «Ночь музеев»
- Начало июня — музыкально-поэтически цикл «Кремлёвские вечера»
- Первое воскресенье июля — Летний день в Кремле
- Конце июля — Исторический фестиваль в Старой Рязани
- Начало августа — Фестиваль «Битва на Воже»
- Сентябрь — Яхонтовские научные чтения
- Новогодние праздники — Рождество в Кремле

## Известные люди
Со дня основания, в музее работало множество выдающихся учёных, этнографов, архивариусов и научных сотрудников. Многие из них являлись первооткрывателями в своих сферах, благодаря их трудам сегодня открыты неизвестные страницы рязанской истории. Среди сотрудников музея:
- Геогрий Карлович Вагнер — учёный и доктор искусствоведения, с 1928 года работал в музее, где в 1933 года получил должность заведующего отдела. Много внимания в своем творчестве уделял Рязанской земле, исследованию её памятников архитектуры.
- Василий Алексеевич Городцов — профессор археологии, член рязанской и ярославской учёных архивных комиссий. В 1897 году обнаружил в Рязанской области и опубликовал нерасшифрованную алекановскую надпись, датированную X—XI веками. Провёл первые масштабные раскопки в Старой Рязани. Автор множества научных трудов.
- Наталья Ивановна Лебедева — выдающийся советский этнограф, исследователь этнографии Поочья. Свои исследования выполняла пешком, обходя множество отдалённых деревень. В её задачу входило изучение одежды, жилища, некоторых сторон духовной культуры сельчан.
- Мария Дмитриевна Малинина — исследователь материальной культуры мещёрского края. В 1923-1931 годах возглавляла этнографический отдел рязанского музея.
- Ирина Валентиновна Ильенко — главный архитектор и реставратор Рязанского кремля во второй половине XX века. Результатом её работы стало восстановление первоначального облика Дворцу Олега, Консисторскому и Певческому корпусам, Гостинице Черни, Борисоглебскому собору, Солотчинскому монастырю.

### Руководители
- Степан Дмитриевич Яхонтов (1917—1929) — один из создателей Рязанской учёной архивной комиссии, организатор и первый директор музея. Создатель научного архива и автор множества статей по истории рязанского края.
- Алексей Алексеевич Мансуров (1929—1933) — организатор Касимовского краеведческого музея. С 1924 поступил на работу в рязанский музее в должности старшего научного сотрудника, став затем ученым секретарём, заведующим научной частью и наконец, директором. Научный секретарь Общества исследователей Рязанского края.
- Людмила Дмитриевна Максимова (с 1984—2007) — добилась для музея федерального статуса и включения в свод особо ценных объектов культуры РФ.
- Ольга Сергеевна Кречетова (2008—2022)
- Виталий Юрьевич Попов — (с 24 августа 2022 года). Ранее занимал должность министра культуры и туризма Рязанской области. Под его руководством сегодня проходит обновление музея.